# ДС-П1
ДС-П1 — космический аппарат семейства ДС, предназначенный для проверки и отработки задач юстировки, контроля точности и определения потенциала радиолокационных станций систем противокосмической, противовоздушной, противоракетной обороны.

## История
В начале 1960-х годов в рамках программы «Космические аппараты поискового этапа работ» ОКБ-586 и заводом №586, как в то время назывались ГП КБ «Южное» и ПО «Южный машиностроительный завод», были разработан и создан ряд космических аппаратов (КА) серии Днепропетровский спутник (ДС), такие как: ДС-А1, ДС-П1, ДС-К8. В июне 1962 г. был выведен на орбиту первый из указанных аппаратов — ДС-П1.
Произведён запуск трёх космических аппаратов ДС-П1 с космодрома Капустин Яр со стартового комплекса «Маяк-2» ракетой-носителем «Космос 63С1» («Космос-6» (1962 год), «Космос-19» (1963 год), «Космос-25» (1964 год)). Аппараты полностью выполнили целевые задачи, превысив расчётный срок активного существования в четыре раза.
Положительные результаты начального этапа работ, подтвердили перспективность и значимость дистанционных методов изучения Земли и космического пространства, и привели к огромному числу заявок от научных и военных предприятий и организаций на создание новых космических аппаратов и оснащение их аппаратурой соответствующего назначения.

## Конструктивные особенности
Конструктивной особенностью КА ДС-П1 от других аппаратов серии ДС было то, что на аппаратах ДС-П1 впервые были применены оригинальные солнечные батареи в форме додекаэдра, одновременно представляющими собой калиброванный сферический отражатель, прозрачный для волн светового диапазона и непрозрачный для дециметровых и метровых радиоволн.

## Основные характеристики
- Масса, кг	                            240
- Расчетные параметры орбиты:
  - высота перигея, км	            274
  - высота апогея, км	                520
  - наклонение орбиты, град.	         49
- Время активного существования, сут.	 60